# Letališče Kemi-Tornio
Letališče Kemi-Tornio je letališče na Finskem, ki primarno oskrbuje Kemi.